# Чикаго Скай
«Чикаго Скай» (англ. Chicago Sky) — американский профессиональный женский баскетбольный клуб, который выступает в Восточной конференции женской национальной баскетбольной ассоциации (ЖНБА). Клуб был основан 8 февраля 2005 года в городе Чикаго (штат Иллинойс), но начал выступать в лиге с сезона 2006 года. Сначала домашние встречи команда проводила в «UIC-павильоне», затем перед стартом сезона 2010 года переехала в соседний город Роузмонт на «Олстейт-арену», а после окончания сезона 2017 года вернулась в Чикаго на новую «Уинтраст-арену». Владельцами клуба являются Майкл Алтер (основной) и Маргарет Стендер (миноритарный). В отличие от многих других команд ВНБА «Чикаго Скай» не имеет ничего общего с командой НБА «Чикаго Буллз», хотя и выступает в том же городе.
За шестнадцать лет участия в чемпионате ЖНБА «Скай» семь раз выходили в плей-офф, но лишь два раза участвовали в финале турнира. В 2014 году «Чикаго» в финале со счётом 0-3 уступил команде «Финикс Меркури», а в 2021 году выиграл чемпионский титул ЖНБА, обыграв со счётом 3-1 тех же «Меркури». В 2013 и 2020 годах «Чикаго» выигрывал регулярный чемпионат Восточной конференции, однако оба раза уступал на стадии первого раунда плей-офф.
За время существования клуба в нём выступали такие известные баскетболистки, как Кортни Вандерслут, Эрика де Соуза, Елена Делле Донн, Кэндис Дюпри, Элли Куигли, Доминик Кэнти, Жантель Лавендер, Кэппи Пондекстер, Рут Райли, Часити Мелвин, Никки Маккрей, Тиша Пенишейру, Джиа Перкинс, Арминти Прайс, Эпифанни Принс, Мишель Сноу, Кристи Толивер, Свин Кэш и Сильвия Фаулз.

## История команды

### Создание
8 февраля 2005 года комиссар НБА Дэвид Стерн объявил о том, что Чикаго получит возможность иметь свой клуб в ЖНБА. Временно она называлась просто «Чикаго». 27 мая 2005 года было объявлено о том, что первым главным тренером и генеральным менеджером клуба станет бывший игрок НБА, звезда «Бостон Селтикс», Дейв Коуэнс. Домашней площадкой команды стала спортивная арена Иллинойсского университета в Чикаго «UIC-павильон». Первоначальный логотип и название команды «Чикаго Скай» было официально представлено публике 20 сентября 2005 года в Планетарии Адлера. Президент и главный исполнительный директор клуба Маргарет Стендер, она же миноритарный владелец, предлагала включить в командные цвета жёлтый и голубой, что представляло бы собой «прекрасный день в Чикаго, между голубым небом и ярким солнечным светом, чтобы подчеркнуть впечатляющий горизонт». В представлении по случаю создания клуба в Чикаго принимали участие уже состоявшиеся звёзды ЖНБА, в их числе новички года, Дайана Таурази (2004) и Темика Джонсон (2005), а также чемпионки, Рут Райли (2003) и Сью Бёрд (2004).
16 ноября 2005 года ЖНБА провела драфт расширения, на котором «Скай» смогли сформировать свой состав, выбрав по одному игроку из каждого клуба лиги. Среди заметных приобретений были такие как: Джиа Перкинс из «Шарлотт Стинг», Брук Уайкофф из «Коннектикут Сан», Элейн Пауэлл из «Детройт Шок», Стейси Лавлейс из «Миннесота Линкс», Челси Ньютон из «Сакраменто Монархс» и Стейси Дейлс из «Вашингтон Мистикс», объявившая о завершении своей карьеры по окончании сезона 2004 года.
28 февраля 2006 года команда объявила, что двумя миноритарными акционерами клуба являются Мишель Уильямс, вокалистка группы Destiny’s Child, и Мэтью Ноулз, отец солистки Destiny’s Child Бейонсе Ноулз.

### Первый опыт
Начав свой дебютный сезон 20 мая с минимальной гостевой победы над «Шарлотт Стинг» (83-82), затем «Скай» проиграли 13 матчей подряд, повторив рекорд ЖНБА по последовательным поражениям, принадлежавший тогда ещё команде «Детройт Шок» образца 2002 года, который в 2008 году побил клуб «Атланта Дрим», уступив 17 игр кряду. Сезон «Чикаго Скай» закончили с неутешительным балансом побед и поражений 5-29, заняв последнее место в Восточной конференции. По окончании сезона Дейв Коуэнс ушёл из «Чикаго» в «Детройт Пистонс», присоединившись к тренерскому штабу Флипа Сондерса. 12 декабря 2006 года новым главным тренером и генеральным менеджером «Скай» был назначен Бо Овертон, главный тренер команды университета Миссури в Канзас-Сити «УМКС Кенгарус».
Как худшая команда предыдущего чемпионата «Скай» имели самые высокие шансы, чтобы выиграть право первого выбора в лотерее драфта 2007 года, однако им не повезло и клуб довольствовался всего лишь третьим пиком, который использовали для выбора Арминти Прайс. Этот драфт предварял драфт распределения команды «Шарлотт Стинг», на котором «Чикаго» всё же получил право первого выбора и использовал его, чтобы выбрать Моник Карри.
В следующем сезоне «Скай» выставили значительно улучшенную команду. Основной костяк клуба прошлого сезона вместе с новыми приобретениями смогли сделать его более конкурентоспособным, тем не менее команда вновь финишировала на последнем месте с балансом 14-20, отстав всего на две победы от четвёртого места, дающего право играть в плей-офф от Восточной конференции. После окончания сезона защитник Арминти Прайс была признана новичком года. 12 марта 2008 года менеджмент команды объявил, что Бо Овертон подал в отставку с поста главного тренера, а на вакантное место был назначен его ассистент Стивен Ки.
На драфте 2008 года «Чикаго» под вторым номером выбрал центровую команды «ЛСЮ Тайгерс» Сильвию Фаулз. В сезоне 2008 года «Скай» снова не смогли выйти в плей-офф, закончив его с балансом 12-22, заняв в итоге пятое место на востоке. Фаулз большую часть сезона была травмирована, сыграв всего лишь в 17 встречах, но это не помешало ей в составе сборной США выиграть золотые медали баскетбольного турнира на летних Олимпийских играх в Пекине, где она набирала 13,4 очка и собирала 8,4 подбора в среднем за игру.

### Годы застоя
На драфте 2009 года «Чикаго» под общим третьим номером выбрал разыгрывающего команды «Мэриленд Террапинс» Кристи Толивер, которая в её составе в сезоне 2005/2006 годов выиграла первенство NCAA. В сезоне 2009 года «Скай» отчаянно боролись за последнюю путёвку в матчи навылет с клубами «Вашингтон Мистикс» и «Коннектикут Сан», однако потерпели неудачу и пропустили вперёд «Мистикс», уступив им только по личным встречам, хотя все три команды завершили чемпионат с балансом 16-18.
Перед началом следующего сезона «Скай» переехали на «Олстейт-арену» в соседний городок Роузмонт, к северо-западу от Чикаго. Состав клуба претерпел несколько изменений, в частности были проданы Кэндис Дюпри и Кристи Толивер, а также приобретены Шамека Кристон и Кэтрин Крейвелд. 24 июля команда с балансом 12-12 занимала четвёртое место в своей конференции, дающее право играть в плей-офф, однако из последних десяти игр она выиграла лишь две и скатилась на последнее место (14-20). Стивен Ки ушёл со своего поста в отставку, а на его место 29 октября 2010 года менеджмент клуба пригласил Поки Четмэн, бывшего главного тренера команды «ЛСЮ Тайгерс», под руководством которой Сильвия Фаулз играла на студенческом уровне и в подмосковном Спартаке из города Видное.
На драфте 2011 года «Чикаго» под третьим номером выбрал разыгрывающего команды «Гонзага Бульдогс» Кортни Вандерслут, которая впоследствии станет лучшим распасовщиком лиги. В сезоне 2011 года лидер «Скай» Сильвия Фаулз набирала по 20,0 очка и 10,2 подбора в среднем за встречу, став третьей по очкам и второй по подборам во всей ЖНБА, но и это не помогло, команда завершила турнир с тем же результатом 14-20, хотя на домашней площадке смотрелась неплохо (10-7).
Приобретения следующего драфта, Шей Педди (23-й пик) и Сидни Картер (27-й пик), вообще никаким образом не вписались в игру «Чикаго», поэтому от них пришлось отказаться ещё до начала сезона. Сезон 2012 года «Скай» начали с впечатляющих 7-1, однако в конечном итоге имели третий год подряд всё те же 14-20, оставаясь единственной франшизой лиги, которая пока ещё не выходила в плей-офф.

### Лучшие годы
Поворотным моментом для «Скай» стал следующий сезон. На драфте 2013 года под общим вторым номером они выбрали свингмена команды «Делавэр Файтин Блю Хенс» Елену Делле Донн. Она стала первым новичком ассоциации, победившим по итогам интернет-голосования на матч всех звёзд, набрав 35 646 голосов фанатов. «Чикаго» провёл лучший сезон в истории франшизы, заняв первое место в Восточной конференции с балансом побед и поражений 24-10, а Елена стала четвёртой по очкам во всей лиге, набирая в среднем по 18,1 балла в среднем за игру. Делле Донн была признана новичком года, Фаулз получила награду лучшему игроку обороны и завоевала звание лучшего подбирающего игрока, а Свин Кэш стала обладательницей приза за спортивное поведение. Поки Четмен заняла второе место в номинации «тренер года», уступив лишь Майку Тибо. Кроме того Фаулз и Делле Донн были включены в первую и вторую команды всех звёзд лиги соответственно. Впервые выйдя в плей-офф, «Скай» проиграли в полуфинале конференции команде «Индиана Фивер» со счётом 0-2.
Лучшим в истории франшизы стал сезон 2014 года. Несмотря на то, что «Скай» квалифицировались в плей-офф с отрицательным балансом побед и поражений 15-19, там они смогли дойти до финала турнира, обыграв в первых двух раундах с одинаковым счётом 2-1 команды «Атланта Дрим» и «Индиана Фивер». В решающей стадии плей-офф «Чикаго» встретился с клубом «Финикс Меркури», который не оставил «Скай» ни единого шанса, разгромив их в трёх матчах с общей разницей очков -55.
В феврале 2015 года менеджмент «Скай» обменял Эпифанни Принс в «Нью-Йорк Либерти» на Кэппи Пондекстер. В сезоне 2015 года «Чикаго» занял второе место в Восточной конференции, но проиграл в полуфинале конференции команде «Индиана Фивер» со счётом 1-2. В следующем сезоне руководство ВНБА изменило формат плей-офф, теперь в игры навылет выходили восемь сильнейших команд турнира и сеялись независимо от конференции. «Скай» стали вторыми на востоке и получили четвёртый номер посева, пропустив первый раунд плей-офф. Во втором раунде «Чикаго» переиграл команду «Атланта Дрим» со счётом 108-98, однако в полуфинале проиграл клубу «Лос-Анджелес Спаркс» со счётом 1-3 в серии. Несмотря на то, что свои лучшие годы клуб провёл под руководством Поки Четмэн, после завершения сезона, 28 октября, она была уволена со своего поста.

### Перестройка
В декабре 2016 года менеджмент команды назначил на должность главного тренера и генерального менеджера Эмбер Стокс, которая до этого работала ассистентом Брайана Аглера в клубе «Лос-Анджелес Спаркс». В межсезонье руководство команды провело одну из крупнейших сделок в истории лиги, обменяв Елену Делле Донн в клуб «Вашингтон Мистикс», получив взамен Кали Коппер, Стефани Долсон и выбор под общим вторым номером на драфте 2017 года, который «Скай» использовали на Элейну Коутс. Эта сделка абсолютно не усилила команду, скорее наоборот, сезон 2017 года «Скай» провалили, завершив его с балансом 12-22 и впервые за пять лет пропустили плей-офф. Однако в том сезоне произошёл резкий скачок в игре Кортни Вандерслут, если раньше она шла со всеми наравне, то теперь стала намного превосходить всех в навыках плеймейкера, начав феноменальную серию из четырёх сезонов подряд, в которых обновляла рекорд лиги по количеству голевых передач в среднем за игру (8,1, 8,6, 9,1 и 10,0). В ходе следующего драфта «Скай» выбрали в первом раунде Даймонд Дешилдс и Габби Уильямс, но они не усилили игру, сезон 2018 года «Чикаго» провёл как под копирку (13-21) и вновь не вышел в плей-офф. Руководство команды обвинило в провале Стокс и ещё по ходу плей-офф, 31 августа, объявило о смене тренерского штаба.
В ноябре 2018 года менеджмент команды на место Эмбер Стокс нанял Джеймса Уэйда, который до этого работал в тренерском штабе Шерил Рив в клубе «Миннесота Линкс». На драфте 2019 года «Скай» выбрали Кэти Лу Самуэльсон и Хлою Джексон, а перед началом сезона подписали соглашение с Кайлой Александер и обменяли Элейну Коутс. Сезон 2019 года стал удачным для «Скай», команда завершила его с балансом 20-14 и была посеяна в плей-офф под общим пятым номером. Уэйд был признан тренером года, а Кортни Вандерслут и Даймонд Дешилдс были включены в первую и вторую команды всех звёзд лиги соответственно. Кроме того Вандерслут, Элли Куигли и Дешилдс были выбраны на матч всех звёзд, где Дешилдс выиграла конкурс по баскетбольным умениям. В плей-офф «Чикаго» в первом раунде победил команду «Финикс Меркури» со счётом 105-76, а затем на последних секундах проиграл клубу «Лас-Вегас Эйсес» со счётом 92-93.
На драфте 2020 года «Скай» выбрали Рути Хибард, а в межсезонье подписали соглашение с Сидни Колсон и обменяли Асту Ндур и Кэти Лу Самуэльсон. В следующем сезоне «Чикаго» во второй раз в своей истории выиграл регулярный чемпионат Восточной конференции, команда завершила его с балансом 12-10, но была посеяна в плей-офф лишь под шестым номером. В плей-офф «Скай» уже в первом раунде уступили клубу «Коннектикут Сан» со счётом 81-94.

## Участия в финалах ЖНБА
Команда «Чикаго Скай» принимала участие в двух финальных сериях ЖНБА, одержав победу в одной из них.
| Сезон | Соперник       | Результат | Счёт                | Место проведения       |
| ----- | -------------- | --------- | ------------------- | ---------------------- |
| 2014  | Финикс Меркури | Поражение | 82:87 (0:3 в серии) | UIC-павильон, Чикаго   |
| 2021  | Финикс Меркури | Победа    | 80:74 (3:1 в серии) | Уинтраст-арена, Чикаго |

## Протокол сезонов ЖНБА
| Сезон       | Конференция | Место       | Регулярный чемпионат | Регулярный чемпионат | Регулярный чемпионат | Плей-офф | Тренер                                    | Ссылки                                    |
| Сезон       | Конференция | Место       | Победы               | Поражения            | Процент              | Плей-офф | Тренер                                    | Ссылки                                    |
| Чикаго Скай | Чикаго Скай | Чикаго Скай | Чикаго Скай          | Чикаго Скай          | Чикаго Скай          | Чикаго Скай | Чикаго Скай                               | Чикаго Скай                               |
| ----------- | ----------- | ----------- | -------------------- | -------------------- | -------------------- | --- | ----------------------------------------- | ----------------------------------------- |
| 2006        | Восточная   | 7-е         | 5                    | 29                   | 14,7                 | Не квалифицировалась в плей-офф | Дейв Коуэнс                               | [ 12 ]                                    |
| 2007        | Восточная   | 6-е         | 14                   | 20                   | 41,2                 | Не квалифицировалась в плей-офф | Бо Овертон                                | [ 13 ]                                    |
| 2008        | Восточная   | 5-е         | 12                   | 22                   | 35,3                 | Не квалифицировалась в плей-офф | Стивен Ки                                 | [ 14 ]                                    |
| 2009        | Восточная   | 5-е         | 16                   | 18                   | 47,1                 | Не квалифицировалась в плей-офф | Стивен Ки                                 | [ 15 ]                                    |
| 2010        | Восточная   | 6-е         | 14                   | 20                   | 41,2                 | Не квалифицировалась в плей-офф | Стивен Ки                                 | [ 16 ]                                    |
| 2011        | Восточная   | 5-е         | 14                   | 20                   | 41,2                 | Не квалифицировалась в плей-офф | Поки Четмэн                               | [ 17 ]                                    |
| 2012        | Восточная   | 5-е         | 14                   | 20                   | 41,2                 | Не квалифицировалась в плей-офф | Поки Четмэн                               | [ 18 ]                                    |
| 2013        | Восточная   | 1-е         | 24                   | 10                   | 70,6                 | Проиграла в полуфинале конференции «Фивер» со счётом 0:2 | Поки Четмэн                               | [ 19 ]                                    |
| 2014        | Восточная   | 4-е         | 15                   | 19                   | 44,1                 | Выиграла в полуфинале конференции у «Дрим» со счётом 2:1 Выиграла в финале конференции у «Фивер» со счётом 2:1 Проиграла в финале «Меркури» со счётом 0:3                                      | Поки Четмэн                               | [ 20 ]                                    |
| 2015        | Восточная   | 2-е         | 21                   | 13                   | 61,8                 | Проиграла в полуфинале конференции «Фивер» со счётом 1:2 | Поки Четмэн                               | [ 21 ]                                    |
| 2016        | Восточная   | 2-е         | 18                   | 16                   | 52,9                 | Выиграла во втором раунде у «Дрим» со счётом 108:98 Проиграла в полуфинале «Спаркс» со счётом 1:3                                                                                              | Поки Четмэн                               | [ 22 ]                                    |
| 2017        | Восточная   | 4-е         | 12                   | 22                   | 35,3                 | Не квалифицировалась в плей-офф | Эмбер Стокс                               | [ 23 ]                                    |
| 2018        | Восточная   | 4-е         | 13                   | 21                   | 38,2                 | Не квалифицировалась в плей-офф | Эмбер Стокс                               | [ 24 ]                                    |
| 2019        | Восточная   | 3-е         | 20                   | 14                   | 58,8                 | Выиграла в первом раунде у «Меркури» со счётом 105:76 Проиграла во втором раунде «Эйсес» со счётом 92:93                                                                                       | Джеймс Уэйд                               | [ 25 ]                                    |
| 2020        | Восточная   | 1-е         | 12                   | 10                   | 54,5                 | Проиграла в первом раунде «Сан» со счётом 81:94 | Джеймс Уэйд                               | [ 26 ]                                    |
| 2021        | Восточная   | 2-е         | 16                   | 16                   | 50,0                 | Выиграла в первом раунде у «Уингз» со счётом 81:64 Выиграла во втором раунде у «Линкс» со счётом 89:76 Выиграла в полуфинале у «Сан» со счётом 3:1 Выиграла в финале у «Меркури» со счётом 3:1 | Джеймс Уэйд                               | [ 27 ]                                    |
| 2022        | Восточная   | 1-е         | 26                   | 10                   | 72,2                 | Выиграла в первом раунде у «Либерти» со счётом 2:1 Проиграла в полуфинале «Сан» со счётом 2:3                                                                                                  | Джеймс Уэйд                               | [ 28 ]                                    |
| 2023        | Восточная   | 5-е         | 18                   | 22                   | 45,0                 | Проиграла в первом раунде «Эйсес» со счётом 0:2 | Джеймс Уэйд (7-9) Эмре Ватансевер (11-13) | [ 29 ]                                    |
| 2024        | Восточная   | 6-е         | 13                   | 27                   | 32,5                 | Не квалифицировалась в плей-офф | Тереза Уизерспун                          | [ 30 ]                                    |
| Регулярки   | Регулярки   | Регулярки   | 297                  | 349                  | 46,0                 | 2 титула победителя Восточной конференции | 2 титула победителя Восточной конференции | 2 титула победителя Восточной конференции |
| Плей-офф    | Плей-офф    | Плей-офф    | 20                   | 22                   | 47,6                 | 1 титул победителя турнира женской НБА | 1 титул победителя турнира женской НБА    | 1 титул победителя турнира женской НБА    |

## Статистика игроков
| Сезоны | Лучшие игроки команды по пяти главным статистическим показателям | Лучшие игроки команды по пяти главным статистическим показателям | Лучшие игроки команды по пяти главным статистическим показателям | Лучшие игроки команды по пяти главным статистическим показателям | Лучшие игроки команды по пяти главным статистическим показателям | Ссылки |
| Сезоны | PPG                                                              | RPG                                                              | APG                                                              | SPG                                                              | BPG                                                              | Ссылки |
| ------ | ---------------------------------------------------------------- | ---------------------------------------------------------------- | ---------------------------------------------------------------- | ---------------------------------------------------------------- | ---------------------------------------------------------------- | ------ |
| 2006   | Кэндис Дюпри (13,7)                                              | Бернадетт Нгойиса (5,7)                                          | Джиа Перкинс (3,2)                                               | Джиа Перкинс (1,4)                                               | Кэндис Дюпри (0,7)                                               | [ 12 ] |
| 2007   | Кэндис Дюпри (16,5)                                              | Кэндис Дюпри (7,7)                                               | Доминик Кэнти (4,1)                                              | Джиа Перкинс (1,5)                                               | Кэндис Дюпри (1,2)                                               | [ 13 ] |
| 2008   | Джиа Перкинс (17,0)                                              | Кэндис Дюпри (7,9)                                               | Доминик Кэнти (4,1)                                              | Джиа Перкинс (1,9)                                               | Сильвия Фаулз (2,1)                                              | [ 14 ] |
| 2009   | Кэндис Дюпри (15,7)                                              | Кэндис Дюпри (7,9)                                               | Доминик Кэнти (3,2)                                              | Джиа Перкинс (2,1)                                               | Сильвия Фаулз (1,5)                                              | [ 15 ] |
| 2010   | Сильвия Фаулз (17,8)                                             | Сильвия Фаулз (9,9)                                              | Доминик Кэнти (3,4)                                              | Джиа Перкинс (1,6)                                               | Сильвия Фаулз (2,6)[a]                                           | [ 16 ] |
| 2011   | Сильвия Фаулз (20,0)                                             | Сильвия Фаулз (10,2)                                             | Кортни Вандерслут (3,7)                                          | Эпифанни Принс (2,3)                                             | Сильвия Фаулз (2,0)                                              | [ 17 ] |
| 2012   | Эпифанни Принс (18,1)                                            | Сильвия Фаулз (10,4)                                             | Кортни Вандерслут (4,6)                                          | Эпифанни Принс (1,8)                                             | Сильвия Фаулз (1,2)                                              | [ 18 ] |
| 2013   | Елена Делле Донн (18,1)                                          | Сильвия Фаулз (11,5)                                             | Кортни Вандерслут (5,6)                                          | Эпифанни Принс (1,6)                                             | Сильвия Фаулз (2,4)                                              | [ 19 ] |
| 2014   | Елена Делле Донн (17,9)                                          | Сильвия Фаулз (10,2)                                             | Кортни Вандерслут (5,6)                                          | Эпифанни Принс (1,9)                                             | Сильвия Фаулз (2,1)                                              | [ 20 ] |
| 2015   | Елена Делле Донн (23,4)                                          | Елена Делле Донн (8,4)                                           | Кортни Вандерслут (5,8)                                          | Кортни Вандерслут (1,3)                                          | Елена Делле Донн (2,0)                                           | [ 21 ] |
| 2016   | Елена Делле Донн (21,5)                                          | Елена Делле Донн (7,0)                                           | Кортни Вандерслут (4,7)                                          | Кортни Вандерслут (1,4)                                          | Елена Делле Донн (1,5)                                           | [ 22 ] |
| 2017   | Элли Куигли (16,4)                                               | Джессика Бриланд (6,3)                                           | Кортни Вандерслут (8,1)                                          | Тамера Янг (1,4)                                                 | Джессика Бриланд (1,7)                                           | [ 23 ] |
| 2018   | Элли Куигли (15,4)                                               | Шайенн Паркер (5,8)                                              | Кортни Вандерслут (8,6)                                          | Габби Уильямс (1,6)                                              | Шайенн Паркер (1,1)                                              | [ 24 ] |
| 2019   | Даймонд Дешилдс (16,2)                                           | Жантель Лавендер (6,9)                                           | Кортни Вандерслут (9,1)                                          | Кортни Вандерслут (1,4)                                          | Шайенн Паркер (1,2)                                              | [ 25 ] |
| 2020   | Элли Куигли (15,4)                                               | Шайенн Паркер (6,4)                                              | Кортни Вандерслут (10,0)                                         | Габби Уильямс (1,3)                                              | Азурей Стивенс (1,8)                                             | [ 26 ] |
| 2021   | Кали Коппер (14,4)                                               | Кэндис Паркер (8,4)                                              | Кортни Вандерслут (8,6)                                          | Кортни Вандерслут (1,7)                                          | Кэндис Паркер (1,2)                                              | [ 27 ] |
| 2022   | Кали Коппер (15,7)                                               | Кэндис Паркер (8,6)                                              | Кортни Вандерслут (6,5)                                          | Ребека Гарднер (1,4)                                             | Азурей Стивенс (1,1)                                             | [ 28 ] |
| 2023   | Кали Коппер (18,7)                                               | Аланна Смит (6,6)                                                | Кортни Уильямс (6,3)                                             | Аланна Смит (1,3) Ребека Гарднер (2,0)[b]                        | Элизабет Уильямс (1,5)                                           | [ 29 ] |
| 2024   | Кеннеди Картер (17,5)                                            | Энджел Риз (13,1)                                                | Марина Мабри (4,5)                                               | Энджел Риз (1,3) Элизабет Уильямс (1,7)[c]                       | Камилла Кардозу (1,4) Элизабет Уильямс (1,7)[d]                  | [ 30 ] |

- a  Жирным шрифтом выделен игрок, который выиграл в этом сезоне ту или иную номинацию.
- b  В этом сезоне Ребека Гарднер стала лучшей в команде по среднему показателю за игру (2,0), однако провела всего лишь 3 игры из 40, поэтому её результат не учитывался при распределении мест в этой номинации, а первое место в клубе заняла Аланна Смит, показатель которой составил всего 1,3 перехвата в среднем за игру[29].
- c  В этом сезоне Элизабет Уильямс стала лучшей в команде по среднему показателю за игру (1,7), однако провела всего лишь 9 встреч из 40, поэтому её результат не учитывался при распределении мест в этой номинации, а первое место в клубе заняла Энджел Риз, показатель которой составил всего 1,3 перехвата в среднем за игру[30].
- d  В этом сезоне Элизабет Уильямс стала лучшей в команде по среднему показателю за игру (1,7), однако провела всего лишь 9 игр из 40, поэтому её результат не учитывался при распределении мест в этой номинации, а первое место в клубе заняла Камилла Кардозу, показатель которой составил всего 1,4 блок-шота в среднем за игру[30].

## Текущий состав
| \| Поз. \| № \| Гражд. \| Имя \| Дата рождения (возраст) \| Рост \| Вес \| Звание \| \| ---- \| -- \| ------ \| ----------------- \| ------------------------- \| ------ \| ----- \| ------ \| \| Ф/Ц \| 1 \| \| Элизабет Уильямс \| 23 июня 1993 (32 года) \| 190 см \| 90 кг \| \| \| З \| 2 \| \| Хейли Ван Лит \| 9 сентября 2001 (23 года) \| 175 см \| 70 кг \| \| \| З \| 4 \| \| Морайя Джефферсон \| 8 марта 1994 (31 год) \| 168 см \| 58 кг \| \| \| Ф \| 5 \| \| Энджел Риз \| 6 мая 2002 (23 года) \| 190 см \| 74 кг \| \| \| З \| 7 \| \| Ариэль Аткинс \| 30 июля 1996 (28 лет) \| 178 см \| 75 кг \| \| \| З/Ф \| 9 \| \| Ребекка Аллен \| 6 ноября 1992 (32 года) \| 188 см \| 73 кг \| \| \| Ц \| 10 \| \| Камилла Кардозу \| 30 апреля 2001 (24 года) \| 201 см \| 97 кг \| \| \| З \| 11 \| \| Киа Нерс \| 22 февраля 1996 (29 лет) \| 183 см \| 82 кг \| \| \| Ф \| 12 \| \| Микаэла Оньенвере \| 10 августа 1999 (25 лет) \| 183 см \| 80 кг \| \| \| Ф \| 21 \| \| Мэдди Уэстбелд \| 10 февраля 2002 (23 года) \| 190 см \| \| \| \| З \| 22 \| \| Кортни Вандерслут \| 8 февраля 1989 (36 лет) \| 173 см \| 62 кг \| \| \| З \| 15 \| \| Рейчел Бэнем \| 15 июля 1993 (32 года) \| 178 см \| 82 кг \| \| | Главный тренер - Тайлер Марш Ассистенты тренера - Кортни Пэрис - Рена Уакама - Таниша Райт - Меган Локерби Легенда - (К) — Капитан команды Последнее изменение: 22 мая 2025 года |                |                   |                           |        |       |        |
| Поз. | № | Гражд.         | Имя               | Дата рождения (возраст)   | Рост   | Вес   | Звание |
| Ф/Ц | 1 | Флаг США       | Элизабет Уильямс  | 23 июня 1993 (32 года)    | 190 см | 90 кг |        |
| З | 2 | Флаг США       | Хейли Ван Лит     | 9 сентября 2001 (23 года) | 175 см | 70 кг |        |
| З | 4 | Флаг США       | Морайя Джефферсон | 8 марта 1994 (31 год)     | 168 см | 58 кг |        |
| Ф | 5 | Флаг США       | Энджел Риз        | 6 мая 2002 (23 года)      | 190 см | 74 кг |        |
| З | 7 | Флаг США       | Ариэль Аткинс     | 30 июля 1996 (28 лет)     | 178 см | 75 кг |        |
| З/Ф | 9 | Флаг Австралии | Ребекка Аллен     | 6 ноября 1992 (32 года)   | 188 см | 73 кг |        |
| Ц | 10 | Флаг Бразилии  | Камилла Кардозу   | 30 апреля 2001 (24 года)  | 201 см | 97 кг |        |
| З | 11 | Флаг Канады    | Киа Нерс          | 22 февраля 1996 (29 лет)  | 183 см | 82 кг |        |
| Ф | 12 | Флаг США       | Микаэла Оньенвере | 10 августа 1999 (25 лет)  | 183 см | 80 кг |        |
| Ф | 21 | Флаг США       | Мэдди Уэстбелд    | 10 февраля 2002 (23 года) | 190 см |       |        |
| З | 22 | Флаг США       | Кортни Вандерслут | 8 февраля 1989 (36 лет)   | 173 см | 62 кг |        |
| З | 15 | Флаг США       | Рейчел Бэнем      | 15 июля 1993 (32 года)    | 178 см | 82 кг |        |

## Главные тренеры
| Тренер           | Сезоны     | Победы и поражения (процент) | Победы и поражения (процент) | Ссылки |
| Тренер           | Сезоны     | Регулярка                    | Плей-офф                     | Ссылки |
| ---------------- | ---------- | ---------------------------- | ---------------------------- | ------ |
| Дейв Коуэнс      | 2006       | 5-29 (14,7)                  | 0-0 (0,0)                    | [ 31 ] |
| Бо Овертон       | 2007       | 14-20 (41,2)                 | 0-0 (0,0)                    | [ 32 ] |
| Стивен Ки        | 2008—2010  | 42-60 (41,2)                 | 0-0 (0,0)                    | [ 33 ] |
| Поки Четмэн      | 2011—2016  | 106-98 (52,0)                | 7-12 (36,8)                  | [ 34 ] |
| Эмбер Стокс      | 2017—2018  | 25-43 (36,8)                 | 0-0 (0,0)                    | [ 35 ] |
| Джеймс Уэйд      | 2019—2023  | 81-59 (57,9)                 | 13-8 (61,9)                  | [ 36 ] |
| Эмре Ватансевер  | 2023       | 11-13 (45,8)                 | 0-2 (0,0)                    | [ 37 ] |
| Тереза Уизерспун | 2024       | 13-27 (32,5)                 | 0-0 (0,0)                    | [ 38 ] |
| Тайлер Марш      | 2025—н. в. | 0-0 (0,0)                    | 0-0 (0,0)                    |        |
| Всего            |            | 297-349 (46,0)               | 20-22 (47,6)                 |        |

## Генеральные менеджеры
- Дейв Коуэнс (2006)
- Бо Овертон (2007)
- Стивен Ки (2008—2010)
- Поки Четмэн (2011—2016)
- Эмбер Стокс (2017—2018)
- Джеймс Уэйд (2019—2023)
- Эмре Ватансевер (2023)
- Джефф Паглиокка (2024—н. в.)

## Зал славы женского баскетбола
| Игрок          | Позиция                | Карьера в команде | Год включения | Ссылки |
| -------------- | ---------------------- | ----------------- | ------------- | ------ |
| Никки Маккрей  | Атакующий защитник     | (2006)            | 2012          | [ 39 ] |
| Тиша Пенишейру | Разыгрывающий защитник | (2012)            | 2019          | [ 40 ] |
| Рут Райли      | Центровая              | (2012)            | 2019          | [ 41 ] |
| Свин Кэш[b]    | Лёгкий форвард         | (2012—2013)       | 2020          | [ 42 ] |

- b  Форвард Свин Кэш была выбрана в Зал славы женского баскетбола весной 2020 года, однако из-за пандемии COVID-19 церемония включения уже несколько раз переносилась и теперь должна состояться 12 июня 2021 года.

## Индивидуальные и командные награды
| Награды                     | Игроки, тренеры и сезоны                                  | Ссылки        |
| --------------------------- | --------------------------------------------------------- | ------------- |
| Чемпионка ЖНБА              | 1 (2021)                                                  | [ 43 ]        |
| Финал ЖНБА                  | 2 (2014 и 2021)                                           | [ 10 ] [ 11 ] |
| Плей-офф ЖНБА               | 9 (2013, 2014, 2015, 2016, 2019, 2020, 2021, 2022 и 2023) |               |
| MVP ЖНБА                    | Елена Делле Донн (2015)                                   | [ 44 ]        |
| MVP финала ЖНБА             | Кали Коппер (2021)                                        | [ 45 ]        |
| MVP ASG ЖНБА                | Сильвия Фаулз (2010)                                      | [ 46 ] [ 47 ] |
| Лучший игрок обороны        | Сильвия Фаулз (2011 и 2013)                               | [ 48 ]        |
| Самый прогрессирующий игрок | нет                                                       | [ 49 ]        |
| Спортивное поведение        | Свин Кэш (2013), Элизабет Уильямс (2023)                  | [ 50 ]        |
| Лучший шестой игрок         | Элли Куигли (2014 и 2015)                                 | [ 51 ]        |
| Лидерские качества          | Елена Делле Донн (2014 и 2015)                            | [ 52 ]        |
| Лучший новичок              | Арминти Прайс (2007), Елена Делле Донн (2013)             | [ 53 ]        |
| Лучший тренер               | Джеймс Уэйд (2019)                                        | [ 54 ]        |
| Лучший менеджер             | Джеймс Уэйд (2022)                                        | [ 55 ]        |

## Известные игроки
- Кайла Александер
- Джессика Бриланд
- Кортни Вандерслут
- Эрика де Соуза
- Стейси Дейлс
- Елена Делле Донн
- Даймонд Дешилдс
- Стефани Долсон
- Кэндис Дюпри
- Моник Карри
- Шамека Кристон
- Элли Куигли
- Доминик Кэнти
- Свин Кэш
- Жантель Лавендер
- Бетнайджа Лейни
- Никки Маккрей
- Часити Мелвин
- Асту Ндур
- Челси Ньютон
- Шайенн Паркер
- Элейн Пауэлл
- Тиша Пенишейру
- Джиа Перкинс
- Соня Петрович
- Кэппи Пондекстер
- Арминти Прайс
- Эпифанни Принс
- Рут Райли
- Мишель Сноу
- Кэролин Суордс
- Кристи Толивер
- Ле’ко Уиллингем
- Габби Уильямс
- Сильвия Фаулз
- Тамера Янг

## Участники матчей всех звёзд
| Год  | Участники матчей всех звёзд                                          | Участники матчей всех звёзд                                          |
| Год  | Стартовый состав                                                     | Резервный состав                                                     |
| ---- | -------------------------------------------------------------------- | -------------------------------------------------------------------- |
| 2006 |                                                                      | Кэндис Дюпри                                                         |
| 2007 |                                                                      | Кэндис Дюпри                                                         |
| 2008 | Игра не состоялась из-за проведения Олимпийских игр в Пекине         | Игра не состоялась из-за проведения Олимпийских игр в Пекине         |
| 2009 | Кэндис Дюпри и Сильвия Фаулз                                         | Джиа Перкинс                                                         |
| 2010 | Сильвия Фаулз                                                        |                                                                      |
| 2011 |                                                                      | Эпифанни Принс, Кортни Вандерслут и Сильвия Фаулз                    |
| 2012 | Игра не состоялась из-за проведения Олимпийских игр в Лондоне        | Игра не состоялась из-за проведения Олимпийских игр в Лондоне        |
| 2013 | Эпифанни Принс и Елена Делле Донн                                    | Сильвия Фаулз                                                        |
| 2014 | Елена Делле Донн                                                     | Джессика Бриланд                                                     |
| 2015 | Елена Делле Донн                                                     | Кэппи Пондекстер                                                     |
| 2016 | Игра не состоялась из-за проведения Олимпийских игр в Рио-де-Жанейро | Игра не состоялась из-за проведения Олимпийских игр в Рио-де-Жанейро |
| 2017 |                                                                      | Элли Куигли и Стефани Долсон                                         |
| 2018 |                                                                      | Элли Куигли                                                          |
| 2019 | Кортни Вандерслут и Элли Куигли                                      | Даймонд Дешилдс                                                      |
| 2020 | Игра не состоялась из-за проведения Олимпийских игр в Токио          | Игра не состоялась из-за проведения Олимпийских игр в Токио          |
| 2021 | Кортни Вандерслут и Кэндис Паркер                                    | Кали Коппер                                                          |
| 2022 | Кэндис Паркер                                                        | Кортни Вандерслут, Кали Коппер и Эмма Миссеман                       |
| 2023 |                                                                      | Кали Коппер                                                          |
| 2024 |                                                                      | Энджел Риз                                                           |